# Pilar Miró
Pilar Mercedes Miró Romero (20. dubna 1940, Madrid – 19. října 1997, Madrid) byla španělská filmová a televizní režisérka.
Roku 1975 natočila svůj první celovečerní film, La petición. Jejím nejúspěšnějším snímkem se stal Zahradníkův pes (El perro del hortelano), adaptace divadelní komedie Lope de Vegy, která získala sedm cen Goya, tedy nejprestižnějších filmových cen ve Španělsku. Za práci na tomto filmu získala dvě ceny Goya (ze režii a adaptovaný scénář).
V letech 1982-1986 pracovala na ministerstvu kultury, v letech 1986-1989 byla ředitelkou španělské státní televize (Televisión Española). Rezignovat musela kvůli skandálu se zneužitím finančních prostředků.